# 行政区划

世界各國第一級行政區劃（2019年7月3日更新）

行政區劃（英語：Administrative division/area/region）又稱行政區域，是一個國家的国家政府為了行政上的需要而在其领土境內分劃制定的次级區域或政權單位，也稱行政實體（英語：Administrative entity）、地方實體（英語：Subnational entity）、行政單位（英語：Administrative unit）、組成單位（英語：Constituent unit）、國家分區（英語：Country subdivision）等。這些劃定的行政區劃，通常會設置對應的地域政府（regional government，比如省或州）或地方政府（local government，比如县、郡、市和乡镇）機構。各国的行政区划，由于国情不同、以及政治體制上的差異，名称和分级各不相同。

## 起源
隨着國家面積擴大，單獨的政府無法處理各類事務，各級地方需要自行管理，這個需求就産生了地方政府。通常地方管理者由分封，委任或地方選舉産生，有自治權并效忠上級地方政府和中央。
以中國爲例，在地方政治上建立行政区划制度萌芽于东周春秋时期。以县为代表的早期行政区划制度，因君主专制、中央集权的政治需求而产生，并逐步成型。此前，周朝奉行分封制。除周天子直接管理的王畿土地外，其余地方皆由分封诸侯，各自管理。随着政治形势变化，分封制逐步瓦解，各諸侯國相繼獨立。战国时代，郡县制成熟。到秦灭六国后，中央集权的行政体制建立，确立郡县制在全国推行。

## 層級

### 三级行政区划制度
指国家的行政区划共分三个层次，每个层次的行政区设政府。

#### 中國
中国行政区划自辛亥革命建立中华民国之后，从宪法角度，地方分为三个层級：
- 第一级：省级行政区
- 第二级：县级行政区
- 第三级：乡级行政区

中华人民共和国成立后，根据中华人民共和国宪法第三十条规定：全国分为省、自治区、直辖市；省、自治区分为自治州、县、自治县、市；直辖市和较大的市分为区、县；自治州分为县、自治县、市；县、自治县分为乡、民族乡、镇。宪法第九十五条规定“省、直辖市、县、市、市辖区、乡、民族乡、镇设立人民代表大会和人民政府。”各级行政区设人民政府。据此，“三级行政区划制度”为直辖市的基本行政区划制度。事实上，除4个直辖市、海南省以及部分省实行局部的省直管县、县级市以外，全境以四级行政区划制度为主。

### 四级行政区划制度
指国家的行政区划共分四个层次，每个层次的行政区均设有政府。

#### 中华民国大陆时期
民国初期的北洋政府時代，承袭清朝区划制度，省、道、府、县四级制，民國中期也就是蔣介石执政的國民政府時代，开始廢道，改实行省、县二级制，但其又在省县之间，另設一個名为行政督察区的準行政區，据此最多为三级行政区划制度。
实际上，又早在北洋政府時期，时任中华民国大总统的袁世凯曾一度想推动“废省改道”改革，后因其任内逝世而失败。

#### 中华人民共和国成立后
现时中华人民共和国实际管治的中国大陸，實際各省、自治区以四级行政区划制度为主：
- 第一级：省、直辖市、自治区、特别行政区。
- 第二级：
  - 地级市、自治州、地区、盟(内蒙古)，这一层次是除海南省、直辖市以外的其他省、自治区普遍存在的一种行政单位（即地级行政区）。
  - 直辖市的市辖区、县；海南省所辖县等行政单位。
- 第三级：
  - 除直辖市和海南省以外的县级市、县、自治县、旗(内蒙古)等县级行政单位（即县级行政区）；
  - 海南省和直辖市境内乡、镇等乡级行政单位（即乡级行政区）。
- 第四级：除海南省、直辖市以外的乡、镇（即乡级行政区）。

直至1970年代，中华人民共和国和民国时期的行政区划体制基本一样，但部分省会和工业中心等“较大的市”出现“市管县”，这时全国以“三级行政区划制度”为主，省、较大城市、县、乡并存的“四级行政区划制度”；1975年随新的《中华人民共和国宪法》颁布，地区设地方国家权力机关——人民代表大会，地方各级革命委员会即是地方各级代表大会的常设机关，同时又是“地方各级人民政府”，至此从根本上作为准行政区的地区演变为行政区，省县之间出现地级行政区，省、自治区全部演变为四级即省、地级行政区、县级行政区和乡级行政区四个层次。随1983年开始的地级行政区划改革，“地区”改制为“市”，出现地级市，省辖市改称为“地级市”，至此由之前的地管市、地管县演变为“市管市”、“市管县”；到2005年，除4个直辖市、海南省以及部分省实行局部的省直接管辖县、县级市以外，全境以“四级行政区划制度”为主。近年来，为减少行政成本，提高行政效率和促进县域经济发展，中央政府大力推行省管县体制改革。截止到2009年，全国共有河北、山西、海南、辽宁、吉林、黑龙江、江苏、浙江、安徽、福建、江西、山东、河南等18个省份，和北京、上海、天津、重庆四个直辖市，正在实行财政省直管县改革试验。最近，财政部要求将部分农业大县全部纳入改革范围。到2012年底前，力争在全国除民族自治地区外，推行这一改革。

## 各國行政區劃

### 联合国会员国和联合国大会观察员国
| 国家                                                             | 行政区划 | 行政区划 | 行政区划 | 行政区划 |
| 国家                                                             | 一级 | 二级 | 三级 | 四级 |
| ---------------------------------------------------------------- | --- | --- | --- | --- |
| 阿富汗                                                           | 34 省（wilāyatuna） | 398 县（wuləswāləi） | | |
| 阿尔巴尼亚                                                       | 12 州（qarqe） | 61 区（bashki） | | |
| 阿尔及利亚                                                       | 48 省（wilāyāt） | 553 区（daïras） | 1541 市镇（balādiyāt) | |
| 安道尔                                                           | 7 堂区（parròquies） | | | |
| 安哥拉                                                           | 18 省（províncias） | 163 县（municípios） | 618 市镇（comunas） | |
| 安地卡及巴布達                                                   | 6 堂区（parishes） 2 领地（dependencies） | | | |
| 阿根廷                                                           | 23 省（provincias） 1 市（ciudad） | 514 县（departamentos） ∟包含 135 区（partidos） 15 公社（comunas） | 48 邻区（barrios） | |
| 亞美尼亞                                                         | 10 省（marzer） 1 市（kʹaġakʹ） | 503 自治体（hamaynkner） | | |
|                                                                  | 内地体制： | | | |
| 6 州（states） 2 领地（territories）                             | 539 自治体（local government areas） 17 非建制地区（unincorporated areas） | | | |
| 属地体制：有常住人口海外领地（inhabited external territories）   | | | | |
| 圣诞岛                                                           | | | | |
| 科科斯（基林）群島                                               | | | | |
| 诺福克岛                                                         | | | | |
| 属地体制：无常住人口海外领地（uninhabited external territories） | | | | |
| 阿什莫尔和卡捷岛                                                 | | | | |
| 珊瑚海群岛                                                       | | | | |
| 赫德岛和麦克唐纳群岛                                             | | | | |
| 奥地利                                                           | 9 联邦州（bundesländer） ∟包含 1 联邦州级市 | 79 县（bezirke） 法定市（statutarstadt） | 2,098 市镇（gemeinden） | |
|                                                                  | 66 区（rayon） 11 市（şəhə）） 1 自治共和国（muxtar respublika） | | | |
| 巴哈马                                                           | 31 区（districts） 1 岛（island） | | | |
| 巴林                                                             | 4 省（muḥāfaẓāt） | | | |
|                                                                  | 8 专区（bibhag） | 64 县（zila 齐拉） | 491 分县（upazila 乌帕齐拉） | 4554 联合议会（union parishads） 327 市镇（paurasabhas） 12 市团体（city corporations）                                                        |
|                                                                  | 11 教区（parishes） | | | |
| 白俄羅斯                                                         | 7 州（voblastsi） 1 市（horad） | 118 区（rajon） | | |
| 比利时                                                           | 3 大区（gewesten） | 10 省（provincies） | 43 区（arrondissementen） | 590 市镇（gemeenten） |
|                                                                  | 6 区（districts） | 201 市镇（municipalities） | | |
|                                                                  | 12 省（départements） | 77 县（communes） | 546 区（arrondissements） | |
| 不丹                                                             | 20 宗/县（dzongkhag） | 201 格窝（gewogs） 61 自治体（khrom-sde） | | |
| 玻利维亚                                                         | 9 省/一级省（departamentos） | 112 县/二级省（provincias） | 339 市镇（municipios） | |
|                                                                  | 2 政治实体（entitet） 1 特区（distrikt） | 10 州（kantona） | 142 区（općine/opštine） | [自治体] |
|                                                                  | 10 区（districts） 5 镇（towns） 2 市（cities） | 21 分区（sub-districts） | | |
| 巴西                                                             | 26 州（estados） 1 联邦区（distrito federal） | 5569 市镇（municípios） | | |
|                                                                  | 4 县（daerah） | 38 区（mukim） | 乡村（kampung） | |
| 保加利亚                                                         | 28 州（oblasti） ∟包含 1 州级市 | 265 市镇（obshtini） | | |
| 布吉納法索                                                       | 13 大区（régions） | 45 省（provinces） | 325 县/市镇（départements） | |
|                                                                  | 18 省（provinces） | 119 市镇（communes） | 2639 丘（collines） | |
| 柬埔寨                                                           | 24 省（khaet） 1 首都市（reach thani） | 193 县（srok） 市（krong） 区（khan） | 1,646 乡（khum） 分区（sangkat） | 村（phum） |
| 喀麦隆                                                           | 10 大区（régions） | 58 省（départements） | 360 区（arrondissements） | |
| 加拿大                                                           | 10 省（provinces） 3 领地（territories） | 293 普查区（census divisions） | 3572 自治体（municipalities） 非建制居民点（unincorporated settlements） | |
|                                                                  | 22 县（concelhos） | 32 堂区（freguesias） | | |
| 中非                                                             | 14 省（préfectures） 2 经济省（préfectures économiques） 1 市镇（commune） | 72 副省（sous-préfectures） | | |
|                                                                  | 23 大区（régions） ∟包含 1 首都区 | 61 省（départements） | 348 副县（sous-prefectures） | |
| 智利                                                             | 16 大区（regiones） | 54 省（provincias） | 346 市镇（comunas） | |
| 中华人民共和国                                                   | 内地体制： | 内地体制： | 内地体制： | 内地体制： |
| 中华人民共和国                                                   | 23 省 5 自治区 4 直辖市 | 293 地级市 7 地区 30 自治州 3 盟 | 1355 县 117 自治县 962 市辖区 1 特区 363 县级市 1 林区 | 21116 镇 9394 乡 982 民族乡 8241 街道 1 县辖区 城镇区域：社区 或 居委会（五级） 乡村区域：行政村、嘎查、牧委会（五级）                         |
| 中华人民共和国                                                   | 属地体制：2 特别行政区 | | | |
| 中华人民共和国                                                   | 香港特別行政區 | 3 区域统计运用 | 18 区 | |
| 中华人民共和国                                                   | 澳門特別行政區 | 1 市政署统计运用 | 7 堂区统计运用 | |
| 哥伦比亚                                                         | 32 省（departamentos） 1 首都区（distrito capital） | 1102 市镇（municipios） | 2000+ 堂区（corregimientos） | |
|                                                                  | 3 自治岛（îles autonomes） | 16 县（préfectures） | 54 市镇（communes） | 318 村（villes） |
| 刚果民主共和国                                                   | 25 省（provinces） 1 省级市（ville） | 146 地区（territoires） 95 市镇（communes） | 酋邦（chefferies） 乡村（secteurs） | |
| 刚果共和国                                                       | 12 省（departments） ∟包含 1 省级市 | 86 县（districts） 6 市镇（communes） | 区（arrondissements） | |
|                                                                  | 7 省（provincias） | 82 县（cantones） | 478 区（distritos） | |
|                                                                  | 12 大区（districts） | 31 区（régions） | 108 省（départements） | 510 副省（sous-préfectures） |
| 2 自治大区（districts autonomes）                                | | | 108 省（départements） | 510 副省（sous-préfectures） |
|                                                                  | 20 县（županije） 1 直辖市（grad） | 127 市（gradovi） 429 市镇（općine） | 4117+ 地方当局（mjesnih odbora） | 6700+ 村（naselja） |
| 古巴                                                             | 15 省（provincias） 1 特别区（municipio especial） | 168 市镇（municipios） | | |
| 賽普勒斯                                                         | 6 区（eparchies） | 39 市镇 576 社区 | | |
| 捷克                                                             | 13 州（krajů） 1 首都市（hlavní mešto） | 76 县（okresy）统计运用 22 行政区（správní obvody） | 393 地方当局委托市镇（obce s pověřeným obecním úřadem） 57 市区（městské části） | 6252 社区（obcí） 5 军地（vojenský újezd）非建制区 112 地籍社区（katastrální území)                                                            |
| 捷克                                                             | 13 州（krajů） 1 首都市（hlavní mešto） | 部分区域有205 扩展权力市镇（obce s rozšířenou působností）是县级和市级之中 | | 6252 社区（obcí） 5 军地（vojenský újezd）非建制区 112 地籍社区（katastrální území)                                                            |
| 丹麦                                                             | 内地体制： | 内地体制： | 内地体制： | 内地体制： |
| 丹麦                                                             | 5 大区（regioner） | 98 市镇（kommuner） | | |
| 丹麦                                                             | 属地体制：自治构成国（selvstyrende konstituerende land） | | | |
| 丹麦                                                             | 法罗群岛 | 6 地区（sýsla） | 29 市镇（kommunur） | |
| 丹麦                                                             | 格陵兰 | 5 市镇（kommuner） | | |
|                                                                  | 5 州（régions） 1 市（ville） | 15 区（communes） 6 市区（arrondissements） | | |
| 多米尼克                                                         | 10 区（parishes） | | | |
|                                                                  | 31 省（provincias） 1 首都区（distrito） | 160 市镇（municipios） | | |
| 东帝汶                                                           | 12 县（munisípiu） 1 特别行政区（rejiaun administrativa espesiál） | 65 乡（postu administrativu） | 442 村（sucos 苏古） | |
|                                                                  | 24 省（provincias） | 221 县（cantones） | 1000+ 堂区（parroquias） | |
| 埃及                                                             | 27 省（muḥāfaẓāt） | 271 县（marakiz）、区（aqsam） | 4617+ 村（qarya） | 社区（sheyakha） |
| 薩爾瓦多                                                         | 14 省（departamentos） | 262 市镇（municipios） | | |
| 赤道几内亚                                                       | 8 省（provincias） | 32 市镇（municipio） | | |
|                                                                  | 6 区（zoba） | 57 县（districts） | | |
| 爱沙尼亚                                                         | 15 县（maakonnad） | 15 城市型市镇（linnad） 64 乡村型市镇（vallad） | 非独立市（linn asustusüksusena） 集镇（alev） 小镇（alevik） 村庄（küla） | |
|                                                                  | 4 区（tifundza） | 55 选区（tinkhundla） | 360 酋邦（imiphakatsi） | |
| 衣索比亞                                                         | 9 州（kililoch） 2 特别市（astedader akababiwach） | 68+ 地区（zoni） | 770+ 县（wereda） | 乡（kebeles） |
| 斐济                                                             | 4 大区（divisions） | 14 省（provinces） | + 50 区（districts） | |
| 斐济                                                             | 1 属地（dependency） | | + 50 区（districts） | |
| 芬兰                                                             | 芬兰大陆： | 芬兰大陆： | 芬兰大陆： | 芬兰大陆： |
| 芬兰                                                             | 18 行政区（maakuntaa） | 67 次区（seutukuntaa）统计运用 | 293 市镇（kuntaa） ∟包含 城市（kaupungit） ∟包含 （一般）市镇（kunnat） | |
| 芬兰                                                             | 奥兰自治区：自治区（itsehallinnollinen maakunta） | | | |
| 芬兰                                                             | 奥兰 | 3 次区（ekonomisk region/seutukuntaa）统计运用 | 16 市镇（kommuner/kuntaa) | |
| 法國                                                             | 内地体制： | 内地体制： | 内地体制： | 内地体制： |
| 法國                                                             | 18 大区（région） ∟包含 5 海外大区（région d'outre-mer） 1 直辖治领地（dépendance） | 101 省（départements） ∟包含 5 海外省（département d'outre-mer） | 342 区（arrondissements） | 4032 县（cantons） 12159 共同体（intercommunalité）（五级） 36781 市镇（communes）（六级） 45 市区（arrondissement municipal）巴黎、马赛、里昂 |
| 法國                                                             | 属地体制：海外集体（collectivité d'outre-mer） | | | |
| 法國                                                             | 2 市镇（communes） | | | |
| 法國                                                             | 法属圣马丁 | | | |
| 法國                                                             | | | | |
| 法國                                                             | | 3 传统王国（royaumes coutumiers） | 3 区（districts） | |
| 法國                                                             | 法属南方领地 | 4 区（districts） | | |
| 法國                                                             | 法屬玻里尼西亞 | 5 行政区（subdivisions administratives） | 48 市镇（communes） | |
| 法國                                                             | 属地体制：特殊集体（collectivité sui generis） | | | |
| 法國                                                             | 新喀里多尼亞 | 3 省（provinces） | 33 市镇（communes） | |
| 加彭                                                             | 9 省（provinces） | 50 县（départements） | 152 乡（cantons） 52 市镇（communes） | 29 区（arrondissements） |
| 加彭                                                             | 9 省（provinces） | 1 县级市镇（communes） | | 29 区（arrondissements） |
|                                                                  | 5 大区（regions） 1 市（city） | 43 区（districts） | | |
| 8 （local government areas）                                     | | 43 区（districts） | | |
| [ 註 2 ]                                                         | 1 市（首都）（k'alak'i） 2 自治共和国（avt'onomiuri resp'ublik'a） 9 大区（mkhare） | 69 市镇（munitsip'alit'et'i）（包括 5 市（k'alak'i） | | |
| 德国                                                             | 16 联邦州（bundesland） ∟包含 3 联邦州级市 | 19 行政区（regierungsbezirke）(仅在4个联邦州) | 401 县/独立市（kreise/kreisfreie Städte） | 11054 市镇 （gemeinden） 225 非建制区（gemeindefreie gebiete）                                                                                 |
| 德国                                                             | 16 联邦州（bundesland） ∟包含 3 联邦州级市 | 19 行政区（regierungsbezirke）(仅在4个联邦州) | 部分区域有1281 市镇联合体（gemeindeverbände）是县级和市镇级之中 | |
|                                                                  | 16 地区（regions） | 216 区（districts） ∟包含 8 市镇区 ∟包含 3 都会区 | 社区（tema） ∟包含 镇区域 ∟包含 都会分区 | |
| 希腊                                                             | 7 管理区（apokentroménes dioikíseis） 1 神权共和国（aftonomi monastiki politeia） | 13 大区（peripheries） | 74 专区（perifereiakés enóti̱tes） | 325 市镇（dímoi） |
| 格瑞那達                                                         | 6 区（parishes） 1 领地（dependency） | | | |
|                                                                  | 22 省（departamentos） | 332 市镇（municipios） | | |
| 几内亚                                                           | 8 行政区（régions administrative） 1 行政区级省（gouvernorat） | 33 省（préfectures） 5 市镇（communes） | 341 副省（sous-préfectures） | 区（districts） 乡村（secteurs） |
|                                                                  | 8 区（regiões） 1 自治县（sector autónomo） | 39 县（setores） | | |
|                                                                  | 10 区（regions） | 27 邻舍会（neighborhood councils） | | |
| 海地                                                             | 10 省（départements） | 42 区（arrondissements） | 145 市镇（communes） | 571 公社（sections communales） |
|                                                                  | 18 省（departamentos） | 298 市镇（municipios） | 3731 村庄（aldeas） | 27969 社区（caserios） |
| 匈牙利                                                           | 7 规划统计区（régió）统计运用 | 1 首都（főváros） 19 州（megye） | 23 分区（kerület，下属于布达佩斯） 174 区（járás，下属于州） | 322 城镇（város） 126 大村（nagyközség） 2683 村庄（község）                                                                                   |
| 匈牙利                                                           | 7 规划统计区（régió）统计运用 | 有23个城市为州级市（megyei jogú városok），拥有州级权力，但不是独立于州的行政单位 | | |
| 冰島                                                             | 8 地区统计用途 | 62 市镇（sveitarfélög） | | |
| 印度                                                             | 28 邦（states） 9 中央直辖区（union territories） | 640 县（districts） | 5924 乡（tehsils） 城镇（municipality） | 村（village） 城镇区（ward） |
| 印度尼西亞                                                       | 31 省（provinsi） 2 特区（daerah istimewa） 1 首都区（daerah khusus ibukota） | 416 县（kabupaten） 98 市（kota） | 7,094 区（kecamatan , distrik） | 83,447 村/社区（desa, kelurahan , kampung） |
| 伊朗                                                             | 31 省（ostanha） | 324 县（shahrestan） | 区（bakhsh） | 市镇（shahr）乡（dehestan） |
| 伊拉克                                                           | 18 省（muḥāfaẓāt） | 120 县（aqdyat） | 300+ 分县（nahiyat） | 村（qaryat） |
| 爱尔兰                                                           | 4 省（cúigí）统计运用 | 26 郡（contae） 2 市郡（cathrach agus contae ） 3 市（cathrach） | 100 区（districts） ∟包含 2 市区 ∟包含 4 自治市区 | |
| 以色列                                                           | 7 区（mehozot） | 16 分区（nafot） | 76 市（arim） 265 地方议会（moatzot mekomiot） 53 区域议会（moatzot azoriot） | |
| 義大利                                                           | 20 大区（regioni） ∟包含 5 自治大区 | 83 省（province） ∟包含 2 自治省 14 广域市（città metropolitana） 6 自由市政联合体（liberi consorzi comunali）                                                                                      | 7998 市镇（comuni） | 37000+ 村庄/分区（frazioni/cities circoscrizioni）                                                                                             |
| 義大利                                                           | 20 大区（regioni） ∟包含 5 自治大区 | 部分区域有18 结合领土联合共同体（unione territoriali intercomunali）是省级和市镇级之中 | | 37000+ 村庄/分区（frazioni/cities circoscrizioni）                                                                                             |
| 牙买加                                                           | 14 区（parishes） | | | |
| 日本                                                             | 1 都（ to） 1 道（ dō ） 2 府（ fu） 43 县（ ken） | 支厅（ shichō） 振兴局（ shinkō-kyoku） 郡（ gun） （该级已虚化） | 792 市（ shi） ∟包含 20 政令指定都市（ seirei shitei toshi） ∟包含 58 中核市（ chūkakushi） ∟包含 27 特例市（ tokureishi） 743 町（ machi） 183 村（ mura） 23 特别区（ tokubetsu-ku） （实际上的二级行政区） | 大字（ ōaza） 字（ aza） 丁（ chō） 丁目（ chōme）                                                                                             |
| 约旦                                                             | 12 省（muḥāfaẓāt） | 50+ 县（nahia） | | |
|                                                                  | 14 州（oblys） 4 市（qala） | 319 区（awdan） 34 区级市（maslikhat） | 市镇（kent） | 村（awıl aymaq） |
|                                                                  | 47 县（kaunti） ∟包含 2 县级市 | 262 副省（kaunti ndogo） | 2427 地方（mtaa） | 6612 市镇（vijiji） |
| 基里巴斯                                                         | 3 群岛（islands） | 24 地议会（local councils） | | |
| 科威特                                                           | 6 省（muḥāfaẓāt） | 区（manāṭiq） | | |
|                                                                  | 7 州（oblasttar） 2 市（shaar） | 44 区（rayon） 14 镇（gorkeneš） | 乡（aiyl okmotus） | |
|                                                                  | 17 省（khoueng） 1 市（kampèng nakhon） | 140+ 县（muang、muong） | 村（baan） | |
| 拉脫維亞                                                         | 7 国家级城市（valstspilsētas） 36 市镇（novadi） | | | |
| 黎巴嫩                                                           | 8 省（muḥāfaẓāt） | 26 区（qadya） | 市镇（balādiyāt） | |
| 賴索托                                                           | 10 区（districts） | 80 选区（constituencies）统计运用 | 129 社区（community councils） | |
| 利比里亚                                                         | 15 县（counties） | 68 区（districts） | | |
| 利比亞                                                           | 22 区（shabiyat） | 99 区（balādiyāt） | | |
| 列支敦斯登                                                       | 11 市镇（gemeinden） | | | |
| 立陶宛                                                           | 10 县（apskritys）统计运用 | 60 市镇（savivaldybės） | 500+ 长老区（seniūnijos） | |
| 盧森堡                                                           | 12 县（kantounen） | 105 市镇（gemengen） ∟包含 12 城（städte） | 24 城辖区（quartierën） | |
| 马达加斯加                                                       | 22 区（faritra） | 114 县（districts） | 17485 社区（fokontany） 1579 公社（kaominina） | |
| 马拉维                                                           | 3 区（regions） | 28 县（districts） | 130+ 传统政机构（traditional authorities） | 60+ 副酋邦（subchiefdoms） |
| 马来西亚                                                         | 13 州（negeri） 3 联邦直辖区（wilayah persekutuan） | 149 县（daerah） ∟包含 10 辖区（jajahan） | 1000+ 区（mukim） | 8000+ 乡村（kampung） 21 选区（presint） |
| 马来西亚                                                         | 13 州（negeri） 3 联邦直辖区（wilayah persekutuan） | 东马 2 州有副县（daerah kecil）是县级和区级之中 | | 8000+ 乡村（kampung） 21 选区（presint） |
| 马来西亚                                                         | 东马 2 州有16 省（bahagian）是州级和县级之中 | | | 8000+ 乡村（kampung） 21 选区（presint） |
| 馬爾地夫                                                         | 19 行政环礁（atolls） 2 市（cities） | 189 行政岛（islands） | | |
|                                                                  | 10 大区（régions） 1 首都区（district） | 49 省（cercles） | 700 区（arrondissements） | 703 市镇（communes） |
| 馬爾他                                                           | 5 大区（reġjuni）统计运用 | 68 地方委员会（kunsilli lokali） | | |
| 马绍尔群岛                                                       | 24 市镇（municipalities） | | | |
| 毛里塔尼亚                                                       | 15 省（régions） | 53 县（départements） | 216 区（communes） | |
| 模里西斯                                                         | | 9 区（districts） ∟包含 1 市 | 130 村（villages） 4 镇（towns） | |
| 模里西斯                                                         | 3 属地（dependencies） | 14 地区（zones） | 173 地方（localities） | |
| 墨西哥                                                           | 31 州（estados） 1 首都区（capital） | 2458 市镇（municipios） | | |
| 密克羅尼西亞聯邦                                                 | 4 州（states） | 70+ 市镇（municipalities） | | |
| 摩尔多瓦                                                         | 32 区（raioane） 2 自治领土单位（unitate teritorială autonomă） 3 直辖市（municipii） | 66 镇（orașe） 1616 村（sate） | | |
| 摩尔多瓦                                                         | 部分区域有10 市（municipiu）和411 市镇（comună）是区级和镇村级之中 | | | |
| 摩納哥                                                           | 1 市镇（commune）统计运用 | 10 区（quartiers） | | |
| 蒙古国                                                           | 21 省/盟（aimags） 1 首都市（niislel hot） | 331 县（sums） 9 区（düüregs） | 1538 村（bags） 132 分区（khoroos） | |
| 蒙特內哥羅                                                       | 24 市镇（opštine） ∟包含 1 王家旧都（pijestonica） ∟包含 1 首都市（glavni grad） | 1256 定居点（naselja） | | |
| 蒙特內哥羅                                                       | 首都市有一个半独立的市区市镇（gradske opštine） | | | |
| 摩洛哥                                                           | 12 大区（regions） | 62 省（provinces） 13 府（prefectures） | 258 镇（cercles） 199 市（pashalik） | 983 区（caïdat） 1503 自治体（communes）（五级）                                                                                               |
| 莫桑比克                                                         | 10 省（provincias） 1 市（cidade） | 128 区（distritos） | 405 邮区（postos） | 市区（distritos urbanos） 村（localidades） |
| 緬甸                                                             | 7 省（pranynai） 7 邦（tuing:desa.kri:） 1 联邦区（pranytaungcu.nai-mre） | 67 县（hkarine） | 330 镇区（myahoetnaal） | 3,183 街区（rautkwat） 13,602 村组（kyaay-yr:waraotehcu） 70,838 村（kyaayy-rw） (五级)                                                        |
| 緬甸                                                             | 部分区域有5 自治区（kuiypuing-uphkyuphkwang.ra.desa.） 和1 自治邦（kuiypuing-uphkyuphkwang.ra.tuing:）是省邦级和县村级之中                                                                                | | 330 镇区（myahoetnaal） | 3,183 街区（rautkwat） 13,602 村组（kyaay-yr:waraotehcu） 70,838 村（kyaayy-rw） (五级)                                                        |
| 纳米比亚                                                         | 14 区（regions） | 121 选区（constituencies） | 市（cities） 镇（towns） 村（villages） 定居点（settlements） | |
| 瑙鲁                                                             | 14 区（districts） | | | |
| 尼泊尔                                                           | 7 省（pradesh） | 75 县（jilla） | 6 大都市（mahanagarpalika） 11 广域市（upamahanagarpalika） 241 市（nagarpalika） 486 村（gaupalika） | |
| 荷蘭                                                             | 内地体制： | 内地体制： | 内地体制： | 内地体制： |
| 荷蘭                                                             | 12 省（provincies） | 393 市（gemeenten） | | |
| 荷蘭                                                             | 属地体制：自治构成国（gleichberechtigten länder） | | | |
| 荷蘭                                                             | 阿鲁巴 | | | |
| 荷蘭                                                             | | | | |
| 荷蘭                                                             | 荷屬聖馬丁 | | | |
| 新西兰                                                           | 内地体制： | 内地体制： | 内地体制： | 内地体制： |
| 新西兰                                                           | 11 大区（regions） | 13 市（cities） 53 郡/区（districts） | | |
| 新西兰                                                           | 5 单一管理大区（unitary regions） 1 特别领地（special territory） | | | |
| 新西兰                                                           | 3 离岛（outlying islands） | | | |
| 新西兰                                                           | 属地体制：领地（territory） | | | |
| 新西兰                                                           | 托克勞 | 3 自治社区（autonomous communities） | | |
| 新西兰                                                           | 属地体制：自由联系国（free association states） | | | |
| 新西兰                                                           | 庫克群島 | 10 岛议会（island councils） | | |
| 新西兰                                                           | 纽埃 | 14 村（villages） | | |
| 尼加拉瓜                                                         | 15 省（departamentos） 2 自治区（regiones autónomas） | 153 市镇（municipios） | | |
| 尼日尔                                                           | 7 大区（régions） 1 城市共同体（communauté urbaine） | 36 省（départements） | 265 市镇（communes） | |
| 奈及利亞                                                         | 36 州（states） 1 首都区（capital territory） | 774 自治体（local government areas） | | |
| [ 註 7 ]                                                         | 9 道（ to） 1 直轄市（ chikhalsi） 2 特別市（ t'ŭkpyŏlsi） | 149 郡（ kun） 1 特级市（ t'ŭkkŭpsi） 23 市（ si） 2 区（ ku） 22 区域（ kuyŏk） | 邑（ ŭp） 洞（ tong） 里（ ri） 劳动者区（ rodongjagu） | |
| 北馬其頓                                                         | 8 统计区（regioni）统计运用 | 80 市镇（opštini） | | |
| 挪威                                                             | 内地体制： | 内地体制： | 内地体制： | 内地体制： |
| 挪威                                                             | 11 郡（fylke） | 356 市镇（kommune） | | |
| 挪威                                                             | 属地体制：北极领地（arktisk område） | | | |
| 挪威                                                             | 斯瓦尔巴 | | | |
| 挪威                                                             | 扬马延 | | | |
| 挪威                                                             | 属地体制：属地（biland) | | | |
| 挪威                                                             | 布韦岛 | | | |
| 阿曼                                                             | 11 省（muḥāfaẓāt） | 61 州（wilāyāt） | | |
| 巴基斯坦                                                         | 4 省（sūbah） 2 巴基斯坦管理区域（Pakistan kay zair-i-intezam ilaqay） 1 地区（wafāqī dār al ḩikūmat ‘alāqah）                                                                                            | 36 专区（division） | 154 县（zilay） 5 区（ilaqay） | 596 乡（tehsils） ~6000 联合议会（sherwan） (五级)                                                                                             |
| 帛琉                                                             | 16 州（states） | | | |
| 巴勒斯坦                                                         | 巴勒斯坦领土（al'aradi alfilastiniat almhtlt）非行政区 （约旦河西岸 和 加沙地带） | 16 省（muḥāfaẓāt） | 324 自治体（hayyat mahaliyat） | |
| 巴拿马                                                           | 10 省（provincias） 3 省级原住民自治区（comarcas indígenas） | 79 区（distritos） | 666 堂区（corregimientos） 2 堂区级原住民自治区（comarcas indígenas） | |
|                                                                  | 20 省（provins） 1 自治区（autonomous region） 1 首都区（distrik） | 86 县（distrik） | 317 （local government areas） | |
| 巴拉圭                                                           | 17 省（departamentos） 17 首都区（capital） | 250 区/市镇（distritos/municipios） | | |
| 秘魯                                                             | 25 大区（regiones） | 195 省（provincias） | 1838 区/县（distritos/partidos） | 84000+ 人口中心（centros poblados） |
| 秘魯                                                             | 1 1 直辖省（provincias） | | 1838 区/县（distritos/partidos） | 84000+ 人口中心（centros poblados） |
| 菲律賓                                                           | 17 大区（rehiyong） ∟包含 1 自治大区 | 81 省（lalawigan 或 probinsya） 38 独立市（malayang lungsod 或 malayang siyudad) 1 自治市（malayang bayan 或 malayang munisipalidad）                                                               | 84 城市（bahaging lungsod 或 bahaging siyudad） 1511 自治体（karaniwang bayan 或 karaniwang munisipalidad）                                                                                                   | 42027 描笼涯（barangay 或 barrio） |
| 波蘭                                                             | 16 省（województwa） | 314 乡村县（powiat ziemski） 66 都市县（powiaty grodzkie） | 2478 乡（gminas） | 40000+ 村（sołectwa）、区（dzielnice）、 定居点（osiedla）                                                                                     |
| 葡萄牙                                                           | 18 区（distritos） 2 自治区（regiões autónomas） | 308 市镇（municípios/concelhos） | 3092 堂区（freguesias） | |
|                                                                  | 7 区（balādiyāt） | | | |
| 羅馬尼亞                                                         | 41 县（județe） 1 直辖市（municipiu） | 320 镇（orașe） 12955 村（sate） 6 区（sectoare） | | |
| 羅馬尼亞                                                         | 部分区域有320 市（municipii）和2856 市镇（comună）是县级和镇村级之中 | | | |
| 俄羅斯                                                           | 85 联邦主体（sub"yekty federatsii） ∟包含 46 州（oblastʹ） ∟包含 22 共和国（respublika） ∟包含 9 边疆区（kray） ∟包含 1 自治州（avtonomnaya oblastʹ） ∟包含 3 联邦直辖市（gorod federalʹnogo znacheniya） | 1759 市政区（munitsipal'nyye rayony） 591 市镇县（gorodskiye okruga） 3 市内分裂市镇（vnutrigorodskim deleniyem） 267 联邦直辖市内区（vnutrigorodskiye territorii gorodov federal'nogo znacheniya） | 19 市内区（vnutrigorodskiye rayony） 1538 城式居民区（gorodskiye poseleniya） 17772 乡式居民区（sel'skiye poseleniya）                                                                                        | |
| 俄羅斯                                                           | 85 联邦主体（sub"yekty federatsii） ∟包含 46 州（oblastʹ） ∟包含 22 共和国（respublika） ∟包含 9 边疆区（kray） ∟包含 1 自治州（avtonomnaya oblastʹ） ∟包含 3 联邦直辖市（gorod federalʹnogo znacheniya） | 1868 区（rayony） 561 联邦主体辖市（gorod federalʹnogo znacheniya） | 56 区辖行政县（administrativnyy okruga） 416 区辖市（gorod rayonnogo znacheniya） 1842 市镇式居民区（posolok gorodskogo tipa） 24464 村式居民区（sel'skiye naselennyye punkty） 155289 村（sel'sovet）        | |
| 俄羅斯                                                           | ∟包含 4 自治区（avtonomnyy okrug） | | 56 区辖行政县（administrativnyy okruga） 416 区辖市（gorod rayonnogo znacheniya） 1842 市镇式居民区（posolok gorodskogo tipa） 24464 村式居民区（sel'skiye naselennyye punkty） 155289 村（sel'sovet）        | |
| 卢旺达                                                           | 5 省（intara） 1 省级市（umujyi） | 30 县（uturere） ∟包含 市镇 | 418 乡（imirenge） | 9135 村（utugari） 里（akagari）（五级） |
| 圣基茨和尼维斯                                                   | 14 区（parishes） | | | |
| 圣卢西亚                                                         | 11 区（quartiers） | | | |
|                                                                  | 6 区（parishes） | | | |
| 萨摩亚                                                           | 11 政治区（itūmālō） | | | |
| 圣马力诺                                                         | 9 堡（castelli） | | | |
| 聖多美和普林西比                                                 | 6 县（distritos） 1 自治县（região autónoma） | | | |
| 沙烏地阿拉伯                                                     | 13 省（manāṭiq） | 118 县（muḥāfaẓāt） | 乡（marakiz） | |
| 塞内加尔                                                         | 14 区（régions） | 45 省（départements） | 103 县（arrondissements） | 537 市镇（communes） |
| 塞爾維亞                                                         | 29 行政区（okruzi） 1 贝尔格莱德市（grad） | 145 市镇（opština） 29 城市（gradovi） | | |
| 塞爾維亞                                                         | 部分区域有2 自治省（autonomna pokrajina）是行政区级之上 | | | |
| 塞舌尔                                                           | 26 区（distriks） | | | |
|                                                                  | 4 省（provinces） 1 省级区（area） | 14 区（districts） | 149 酋邦（chiefdoms） | |
| 新加坡                                                           | 5 社区 | 29 集选区 | | |
| 斯洛伐克                                                         | 8 州（kraje） | 79 区（okresy） | 2891 市镇（obce） | 地籍社区（katastrálne územia） |
| 斯洛維尼亞                                                       | 212 区（občine） ∟包含 11 城镇区 | | | |
| 所罗门群岛                                                       | 9 省（provinces） 1 首都区（capital territory） | | | |
| [ 註 12 ]                                                        | 9 成员国（maamulgoboleedyada） | 18 州（gobolada） | 75 区（districts） | |
| 南非                                                             | 9 省（provinces） | 44 区自治体（district municipalities） | 205 自治体（local municipalities） | 4392 邻区（wards） |
| 南非                                                             | 9 省（provinces） | 8 都会自治体（metropolitan municipalities） | | 4392 邻区（wards） |
| [ 註 13 ]                                                        | 6 道（ do） 3 特别自治道（ teukbyeol-jachido） 1 特别市（ teukbyeolsi） 1 特别自治市（ teukbyeol-jachisi） 6 广域市（ gwangyeoksi）                                                                       | 75 市（ si） ∟包含 15 特定市（ teukjeongsi） 2 行政市（ haengjeongsi） 82 郡（ gun） 101 区（ gu）                                                                                                  | 邑（ eup） 面（ myeon） 洞（ dong） | 統（ tong） 里（ ri） |
| 南蘇丹                                                           | 28 州（states） | 183 县（counties） | 540 地方（payams） | 2500 邻区（bomas） |
| 西班牙                                                           | 17 自治区（comunidades autónomas） 2 自治市（ciudades autónomas） | 50 省（provincias） | 477 县（comarcas） | 8124 市镇（municipios） |
| 斯里蘭卡                                                         | 9 省（palata） | 25 县（distrikkaya） | 335 自治体（municipalities） | |
| 苏丹                                                             | 18 州（wilāyāt） | 86 区（districts） | | |
| 苏里南                                                           | 10 区（districten） | 62 次分区（ressorten） | | |
| 瑞典                                                             | 21 省（län） | 290 市镇（kommuner） | 2523 区（distrikt） | |
| 瑞士                                                             | 26 州（cantons） ∟包含 6 半州（demi-canton） | 137 区（districts） | 2324 市镇（communes） 22 非建制区（gemeindefreie gebiete） | |
| 叙利亚                                                           | 14 省（muḥāfaẓāt） | 60 县（manāṭiq 明塔卡） | 区（nawahi） 15 市区（balādiyāt） | 村（hayy） |
|                                                                  | 3 州（viloyatho） 1 自治州（viloyat mukhtor） 1 直辖区（nohiyahoi tobei jumhurí） 1 首都市（viloyati poytakht）                                                                                           | 62 区（nohiya） 14 市（nohiyahoi） 2 市委会（hukumati） | 乡（jamoats) | [村] |
| 坦桑尼亚                                                         | 31 区（mikoa） | 169 县（wilayas） | 地方（tarafa） | 乡（kata） |
| 泰國                                                             | 76 府（changwat） 1 特别都市（maha nakhon rupbaepphiset） | 878 县（amphoe） 50 都市县（khet） | 7255 区（tambon） 50 都市区（kwaeng） 30 市（thesaban nakhon） 178 镇（thesaban mueang） 2232 乡（thesaban tambon）                                                                                           | 74944 村（muban） 5335 区辖自治体（ong kan borihan suan tambon）                                                                               |
| 泰國                                                             | 76 府（changwat） 1 特别都市（maha nakhon rupbaepphiset） | 部分区域有1 特别市（mueang rupbaepphiset）是准县 | | 74944 村（muban） 5335 区辖自治体（ong kan borihan suan tambon）                                                                               |
| 多哥                                                             | 5 区（régions） | 30 省（préfectures） | 387 县（cantons） | |
|                                                                  | 5 行政区（divisions） | 23 小区（districts） | | |
| 千里達及托巴哥                                                   | 9 郡（regions） 5 市镇（municipalities） 1 半自治行政区（ward） | | | |
| 突尼西亞                                                         | 24 省（wilāyāt） | 264 县（mutamadiyat） | 2073 市镇（shaykhat） | |
| 土耳其                                                           | 81 省（iller） ∟包含 30 广域市（büyükşehir belediyeler） | 957 县（ilçeler） ∟包含 51 省府市（il merkezi belediyeler） ∟包含 519 县政区（ilçe belediyeler） ∟包含 400 县政市（belediyeler）                                                                    | 3200+ 市镇（belde） ∟包含 400 镇（belediyeler） 41000+ 村（köy） 邻（mahalle） | |
|                                                                  | 5 州（welaýatlar） 1 市（şäher） | 70+ 城区（adyndaky etraplar） 40+ 区（etraplar） 15 [镇] | | |
|                                                                  | 8 岛（islands） 1 镇（town） | | | |
| 乌干达                                                           | 127 区（districts） 1 区级市（city） | 167 县（counties） 22 广域市（municipalities） 5 市（city divisions） | 1106 副县（subcounties） 151 镇（town） 63 自治市（municipal divisions/boroughs） | 堂区（parishes） 村（villages） |
| 乌克兰                                                           | 24 州（oblast） 2 特别市（mista zi spetsialnym statusom） 1 自治共和国（avtonomna respublika） | 136 区（raion） 108 市辖区（raion u misti） | 409 市級市鎮（miska hromada） 435 鎮級市鎮（selyshchna hromada） 625 鄉級市鎮（silska hromada） | |
| 阿联酋                                                           | 7 酋长国（imārāt 埃米尔） | [地方议会] | | |
| 英国                                                             | 内地体制： | 内地体制： | 内地体制： | 内地体制： |
| 英国                                                             | 英格兰 | 6 都会郡（metropolitan counties） 75 非都会郡（non-metropolitan counties） | 36 都会自治市镇（metropolitan districts） 201 非都会区（non-metropolitan districts） | 教区（parishes） |
| 英国                                                             | ∟辖有9 大区（regions）统计运用 | 6 都会郡（metropolitan counties） 75 非都会郡（non-metropolitan counties） | 36 都会自治市镇（metropolitan districts） 201 非都会区（non-metropolitan districts） | 教区（parishes） |
| 英国                                                             | 55 单一管理区（unitary authorities） | | | 教区（parishes） |
| 英国                                                             | ∟包含1 大区级郡政机构 | ∟包含1 大区级郡政机构 | 32 自治市镇（boroughs） | |
| 英国                                                             | 1 特殊城（sui generis city） | | | |
| 英国                                                             | 北爱尔兰 | 6 郡（counties）统计运用 11 区（districts） | 教区（parishes） | |
| 英国                                                             | 苏格兰 | 32 议会区（council areas） | 社区（communities） | |
| 英国                                                             | | 10 都自治市镇（county boroughs） 9 都（counties） 3 市（cities） | 社区（communities） | |
| 英国                                                             | 属地体制：3 王冠属地（crown dependencies） | | | |
| 英国                                                             | 根西 | 10 教区（parishes） | | |
| 英国                                                             | 澤西 | 12 教区（parishes） | | |
| 英国                                                             | 马恩岛 | 15 教区（parishes） 4 镇区（town districts） 4 村区（village districts） | | |
| 英国                                                             | 属地体制：14 海外领地（overseas territories） | | | |
| 英国                                                             | 亞克羅提利與德凱利亞 | | | |
| 英国                                                             | 14 区（districts） | | | |
| 英国                                                             | 百慕大 | 9 教区（parishes） 2 自治市（municipalities） | | |
| 英国                                                             | 英屬印度洋領地 | | | |
| 英国                                                             | 英屬維爾京群島 | 5 区（districts） | | |
| 英国                                                             | 开曼群岛 | 7 区（districts） | | |
| 英国                                                             | 福克蘭群島 | | | |
| 英国                                                             | 直布罗陀 | | | |
| 英国                                                             | 3 教区（parishes） | | | |
| 英国                                                             | 皮特凯恩群岛 | | | |
| 英国                                                             | 圣赫勒拿、阿森松和特里斯坦-达库尼亚 | 3 岛（islands） | | |
| 英国                                                             | 南乔治亚和南桑威奇群岛 | | | |
| 英国                                                             | 6 区（districts） | | | |
| 美国                                                             | 内地体制： | 内地体制： | 内地体制： | 内地体制： |
| 美国                                                             | 50 州（states） ∟包含 4 联邦（commonwealth） 1 联邦特区（federal district） 1 合并领土（incorporated territory）                                                                                          | 3142 县（counties） ∟包含其他县政机构和独立市 1 非建制自治市镇（unorganized borough） | 19429 自治体（municipals） 16504 镇区（townships） 9721 普查规定居民点（census-designated places） | |
| 美国                                                             | 属地体制：非合并建制领土（unincorporated organized territories） | | | |
| 美国                                                             | 關島 | 19 村（villages） | | |
| 美国                                                             | 4 自治体（municipalities） | | | |
| 美国                                                             | 波多黎各 | 78 市镇（municipalities） | 901 邻区（barrios） | |
| 美国                                                             | 美屬維爾京群島 | 3 区（districts） | 20 次区（subdistricts） | |
| 美国                                                             | 属地体制：非合并非建制自治管理领土（unincorporated unorganized self-governing territory） | | | |
| 美国                                                             | 美属萨摩亚 | 3 区（districts） 2 非建制环礁（unorganized atoll） | 15 县（counties） | 74 村（village） |
| 美国                                                             | 属地体制：非合并非建制领土（unincorporated unorganized territories） | | | |
| 美国                                                             | 美國本土外小島嶼 | 10 领土（territories） | | |
| 乌拉圭                                                           | 19 省（departamentos） | 112 市镇（municipios） | | |
|                                                                  | 12 州（viloyatlar） 1 州级市（shahar） 1 自治共和国（respublikasi） | 174 区（tumanlar） 120 市（shaharlar） | | |
|                                                                  | 6 省（provinces） | 市镇（municipalities） | | |
| 梵蒂冈 · ( 圣座)                                                 | 1 城（civitatis） | | | |
| 委內瑞拉                                                         | 23 州（estados） 1 联邦属地（dependencias federales） 1 首都区（distrito capital） | 335 市镇（municipios） | 1136 堂区（parroquias） | |
| 越南                                                             | 58 省（ ） 5 中央直辖市（ ） | 69 省辖市（ ） 51 市社（ ） 595 县（ ） 49 郡（ ） | 693 市镇（ ） 1100+ 坊（ ） 10000+ 社（ ） | |
| 葉門                                                             | 21 省（muḥāfaẓāt） 1 首都市（amānat al ‘āşimah ） | 333 县（mudīriyāt） | 2210+ 区（eazal） | 38284 [村] |
| 尚比亞                                                           | 10 省（provinces） | 117 县（districts） | | |
| 辛巴威                                                           | 8 省（provinces） 2 市（cities） | 59 县（districts） | 1200 自治体（municipalities） | |

### 非联合国会员国
| 国家                   | 行政区划                                                           | 行政区划                       | 行政区划                                           | 行政区划                          |
| 国家                   | 一级                                                               | 二级                           | 三级                                               | 四级                              |
| ---------------------- | ------------------------------------------------------------------ | ------------------------------ | -------------------------------------------------- | --------------------------------- |
| 阿布哈茲               | 7 区（rayony）                                                     | 117 自治体（munitsipalitetov） | 512 庄（sol）                                      |                                   |
| 中華民國               | 6 直辖市                                                           | 6 直辖市                       | 164 区 6 原住民区 14 县辖市 38 镇 122 乡 24 山地乡 | 5876 里 1885 村 147877 邻（五级） |
| 中華民國               | 2 省 (虚级化)                                                      | 3 市 13 县                     | 164 区 6 原住民区 14 县辖市 38 镇 122 乡 24 山地乡 | 5876 里 1885 村 147877 邻（五级） |
| 科索沃                 | 7 区（rajone）                                                     | 38 市镇（komuna）              |                                                    |                                   |
| 北賽普勒斯             | 6 地区（ilçeler）                                                  | 11 次区（bucağa）              | 28 自治体（belediyeler）                           |                                   |
| 德涅斯特河沿岸         | 5 区（rayon） 2 共和国辖市（goroda respublikanskogo podchineniya） |                                |                                                    |                                   |
| 撒拉威阿拉伯民主共和國 | 6 省                                                               | 6 省                           | 6 省                                               | 6 省                              |
| 索馬利蘭               | 12 州（gobolada）                                                  | 区（district）                 |                                                    |                                   |
| 南奥塞梯               | 4 区（rayon） 1 市（gorod）                                        | 41 村庄（sel'sovet）           |                                                    |                                   |

### 南极洲
| 宣称国家/無主地 | 行政区划         |
| --------------- | ---------------- |
| 阿根廷          | 阿根廷属南极地区 |
|                 | 澳洲南極領地     |
| 智利            | 智利南极领地     |
| 法國            | 阿黛利地         |
| 新西兰          | 罗斯属地         |
| 挪威            | 彼得一世岛       |
| 挪威            | 毛德皇后地       |
| 英国            | 英属南极领地     |
| 南极洲無主地    | 玛丽·伯德地      |

### 引用
1. ↑  .   [2009-08-10]. （原始内容存档于2020-03-24）.
2. ↑  .   [2009-08-10]. （原始内容存档于2009-02-06）.
3. ↑  .   [2009-08-10]. （原始内容存档于2020-09-30）.
4. ↑  .   [2009-08-10]. （原始内容存档于2009-07-14）.